# Concord (Arkansas)
Concord é uma cidade  localizada no estado americano de Arkansas, no Condado de Cleburne.

## Demografia
Segundo o censo americano de 2000, a sua população era de 255 habitantes.
Em 2006, foi estimada uma população de 266, um aumento de 11 (4.3%).

## Geografia
De acordo com o United States Census Bureau, a localidade tem uma área de 7,3 km², sem área coberta por água.

## Localidades na vizinhança
O diagrama seguinte representa as localidades num raio de 32 km ao redor de Concord.